# 快翁龍喜
快翁龍喜（かいおうりゅうき、文明13年（1481年） - 永禄12年（1569年））は戦国時代の僧侶。
のちに尾張国知多郡岩滑（現在の愛知県半田市岩滑）の城主となった中山氏の出身で、水野忠政の家臣中山又助の次男であったという。

## 経歴
乾坤院三世・芝岡宗田和尚について得度し、三河国宝飯郡八幡村（現在の愛知県豊川市八幡）の西明寺三世実田以転和尚の法灯を継ぎ、師を助けて曹源寺草創に参画し、その二世住職となった。
さらに、天文9年（1540年）に西明寺四世住職となった後、天文13年（1544年）に水野忠政の娘・栄信正盛尼（於大の方の姉妹）が現在の知多郡阿久比町草木に来て正盛院を開基した際、その開山に招請された。また、後に三度にわたって、乾坤院に輪着して、宗風を大いに振興したという。

### 桶狭間の合戦との関わり
永禄3年(1560年）5月の桶狭間の戦いの当時、戦場（現在の名古屋市緑区から豊明市にまたがる一帯）に近い曹源寺（現在の豊明市大脇）の二世住職であった快翁龍喜は、請われて今川義元以下桶狭間の戦いで戦死した今川将士の引導供養の大導師をつとめた。以来、曹源寺には戦人塚が置かれ、現在に至るまで供養が行われている。

### 泉龍寺との関わり
また禅師は刈谷の泉龍寺創建にも関わり、泉龍寺は水野勝成に随って大和郡山、備後福山に移ったが、その開基は水野氏の重臣中山将監で、禅師の親類であった。三河の刈谷、大和郡山、備後福山と、泉龍寺は移ったが、現在広島県福山市霞町にある。福山に現存する泉龍寺は、寛永7年(1630年）に福山の城下南西に建てられたとされる。また泉龍寺は水野勝成に随身した中山重盛以降代々家老をつとめた中山家の菩提寺である。
晩年、禅師は草木の正盛院に閑居、永禄12年（1569年）に89歳の長い生涯を終えた。